# Park Chanyeol
Park Chanyeol (n. 27 noiembrie 1992, Seul, Coreea de Sud), cunoscut și ca Chanyeol, este un actor și cântăreț din Coreea de Sud, membru al formației k-pop Exo, care a debutat în 2012.

## Filmografie

### Film
- 2015 - Salut d'Amour
- 2016 - So I Married an Anti-fan

### Seriale TV
- 2008 - High Kick!
- 2012 - To The Beautiful You
- 2013 - Royal Villa
- 2015 - Exo Next Door
- 2017 - Missing 9
- 2018 - Memories of the Alhambra

## Vezi și
- Exo (formație)